# Нака (город)
Нака (яп. 那珂市 Нака-си) — город в Японии, находящийся в префектуре Ибараки. Площадь города составляет 97,80 км², население — 53 767 человек (1 августа 2014), плотность населения — 549,76 чел./км².

## Географическое положение
Город расположен на острове Хонсю в префектуре Ибараки региона Канто. С ним граничат города Мито, Хитатинака, Хитатиота, Хитати, Хитатиомия, посёлок Сиросато и село Токай.

## Население
Население города составляет 53 767 человек (1 августа 2014), а плотность — 549,76 чел./км². Изменение численности населения с 1980 по 2005 годы:
| 1980 | 44 768 чел. |  |
| 1985 | 47 388 чел. |  |
| 1990 | 51 078 чел. |  |
| 1995 | 54 178 чел. |  |
| 2000 | 55 069 чел. |  |
| 2005 | 54 705 чел. |  |

## Символика
Деревом города считается сакура, цветком — подсолнечник однолетний, птицей — лебедь.